# Powrót człowieka zwanego Koniem
Powrót człowieka zwanego Koniem, (ang.) The Return of a Man Called Horse – amerykański western z 1976 roku w reżyserii Irvina Kershnera, sequel filmu z 1970 roku pt. Człowiek zwany Koniem. 

## Opis fabuły
Rok 1829. Lord Morgan po powrocie do Anglii po kilkuletnim pobycie wśród Siuksów, nie może znaleźć sobie miejsca – cały czas myśli o swoich indiańskich przyjaciołach pozostawionych na Dzikim Zachodzie. W końcu podejmuje decyzję o powrocie. Jednak podczas jego nieobecności plemię Siuksów, a raczej jego szczep zwany "Żółte Ręce" jest już w rozsypce. Jego wojownicy zostali w większości wybici przez wynajęte przez białych osadników wrogie "Żółtym Rękom" plemię, a niedobitki kryją się w górach. Ich kobiety służą za niewolnice w pobliskim forcie kontrolowanym przez białych zbirów pod wodzą Zenasa. Kiedy Morgan odnajduje swoich pobratymców, ci początkowo przyjmują go i jego dary z radością. Jednak pod wpływem szamana, wieszczącego nieuchronność zagłady Siuksów jako wyroku boga Wakatanki, odrzucają jego ofertę pomocy w walce z białymi ciemiężcami. Morgan inicjując i biorąc udział w tradycyjnym Tańcu Słońca w końcu jednak zyskuje przychylność członków plemienia. Indianie (głównie kobiety i dzieci) pod jego dowództwem, atakują i zdobywają fort po krwawej walce z białymi osadnikami. Znów są wolni i władają ziemią swoich przodków.

## Obsada
- Richard Harris jako John Morgan
- Gale Sondergaard jako Elk Woman
- Geoffrey Lewis jako Zenas
- William Lucking jako Tom Gryce
- Jorge Luke jako Biegnący Byk
- Jorge Russek jako kowal
- Claudio Brook jako Chemin De Fer
- Enrique Lucero jako Kruk
- Regino Herrera jako Kulawy Wilk
- Pedro Damián jako Stojący Niedźwiedź
- Humberto López jako Chudy Pies
- Alberto Mariscal jako Czerwona Chmura
- Eugenia Dolores jako Brązowy Gołąb
- Patricia Reyes Spíndola jako Gray Thorn
- Ana De Sade jako Moon Star